# چژو-خراپکی
چژو-خراپکی (به لهستانی:  Czyżew-Chrapki) یک روستا در لهستان است که در گمینا چژو واقع شده‌است.